# Novus
Novus (ТОВ «Новус Україна») — українська мережа супермаркетів, заснована у 2008 році, що входить до литовської інвестиційної групи BT Invest. У липні 2020 року мережа Novus налічувала 80 магазинів у Києві, Київській області, Рівному, Черкасах, Тернополі та Миколаєві. Із квітня 2022 року здійснює онлайн-продаж та доставку продуктів. Компанія посіла 58 місце у рейтингу журналу Форбс «100 найбільших приватних компаній України 2020».

## Історія
Компанія «Новус Україна» заснована 2008 року, того ж року відкрився перший магазин мережі у місті Корець Рівненської області. Розвитком мережі супермаркетів Novus займається литовська інвестиційна група BT Invest, створена колишніми акціонерами компанії «Сандора» Раймондасом Туменасом та Ігорем Беззубом.
У 2011 році президент Литви у 2009—2019 роках Даля Грибаускайте відкрила виставку-ярмарок литовської і української продукції у Novus.
У 2013 році Novus отримав кредит у 50 млн доларів США від Європейського банку реконструкції та розвитку (ЄБРР) на будівництво семи нових магазинів мережі. У жовтні 2013 року мережа Novus налічувала 27 магазинів.
У 2020 році Novus отримав кредит у 100 млн доларів США від ЄБРР для будівництва першого в Україні «зеленого» розподільчого центру, а також на відкриття понад 30 нових магазинів. Того ж року Novus придбав українську мережу супермаркетів Billa. Магазини Billa зазнали ребрендингу та продовжили роботу під брендом Novus.
У вересні 2021 році у мережі Novus був 81 магазини, 2 з яких — відкриті за франшизою.
У квітні 2022 року Novus розпочав здійснювати інтернет-продаж та доставку товарів. У липні того ж року мережа налічувала 80 супермаркетів.

### Робота в окупованому Криму
Після російської анексії Криму Novus продовжив працювати в окупованому Севастополі. ЗМІ розповсюдили заяву компанії «Новус Україна», у якій вона підтвердила, що не припинить дільність на окупованих територіях та продовжить працювати за російськими законами:
|                        | Ми будемо жити за правилами бізнесу і керуватися всіма правилами і законами тієї території, на якій живуть наші покупці. Тому що одна з основ правильного суспільства – бізнес повинен бути поза політикою. Ми працюємо заради наших покупців. Поки в людей буде попит на наші послуги, ми будемо ці послуги їм пропонувати. Магазини мережі Novus – найпопулярніші магазини Севастополя, а Novus цінує таку довіру. |
| — ТОВ «Новус Україна», | |

Novus у Криму був перереєстрований за російськими законами, проте кінцевим беніфіціарним власником залишилася литовська BT Invest. Оскільки компанія продовжила інвестувати в бізнес-проєкти в Криму та співпрацювала там із пісанкційним Російським національним комерційним банком, Міністерство закордонних справ Литви подало заяву про перевірку за підозрою в порушенні міжнародних санкцій, а прокуратура Литви почала розслідування та відкрила кримінальну справу. Проте, справа була закрита.
У 2018 році BT Invest розпочала продаж своїх активів в окупованому Криму. Продаж кримських супермаркетів Novus завершився у 2021 році. Новим власником магазинів став російський бізнесмен В'ячеслав Ташкінов.

### Російське вторгнення в Україну
20 березня 2022 року під час російського вторгнення в Україну внаслідок бомбардування торгового центру «Retroville» у Києві був знищений головний офіс Novus, а також пошкоджено флагманський супермаркет мережі. Під час російської окупації Бучі у місті було частково зруйновано два магазини Novus. Під час окупації Ірпеня два супермаркета мережі було пошкоджено, а один зруйновано.
Втрати від повномасштабної російської агресії Novus оцінив у 500 млн грн, з яких 75 млн грн припали на знищений логістичний центр.